# Søren Kragh Andersen
Søren Kragh Andersen (ur. 10 sierpnia 1994 w Strib) – duński kolarz szosowy.

## Najważniejsze osiągnięcia
2011
- 1. miejsce na 3. i 4. etapie Tour Du Pays De Vaud
- 1. miejsce na 4. etapie Trofeo Karlsberg

2012
- 1. miejsce na 3. etapie Wyścigu Pokoju Juniorów
- 1. miejsce w prologu Tour du Pays de Vaud

2014
- 1. miejsce w mistrzostwach Danii do lat 23 (jazda ind. na czas)

2015
- 1. miejsce w ZLM Roompot Tour
  - 1. miejsce na 1. etapie
- 1. miejsce w Hadeland GP
- 1. miejsce na 4. etapie Tour des Fjords
- 1. miejsce w prologu i na 3. etapie Tour de l’Avenir

2017
- 1. miejsce na 3. etapie Tour of Oman
- 1. miejsce w Mistrzostwach Świata (jazda drużynowa na czas)
- 2. miejsce w Paryż-Tours

2018
- 1. miejsce na 6. etapie Tour de Suisse
- 2. miejsce w Mistrzostwach Świata (jazda drużynowa na czas)
- 1. miejsce w Paryż-Tours

2019
- 2. miejsce w Volta ao Algarve

2020
- 10. miejsce w Paryż-Nicea
  - 1. miejsce na 4. etapie (jazda ind. na czas)
- 1. miejsce na 14. i 19. etapie Tour de France
- 1. miejsce na 4. etapie BinckBank Tour (jazda ind. na czas)

2023
- 1. miejsce w Eschborn-Frankfurt

## Rankingi
| Rok             | 2014 | 2015 | 2016 | 2017 | 2018 | 2019 | 2020 | 2021 | 2022 | 2023 | 2024 |
| --------------- | ---- | ---- | ---- | ---- | ---- | ---- | ---- | ---- | ---- | ---- | ---- |
| UCI World Tour  |      |      | -    | 170. | 107. |      |      |      |      |      |      |
| World Ranking   |      |      | 432. | 157. | 100. | 288. | 33.  | 323. | 114. | 66.  | 303. |
| UCI Europe Tour | 350. | 20.  | 519. | 177. | 144. | 235. | 28.  | 272. | 96.  | 55.  | -    |
| UCI Asia Tour   | 137. | -    | 109. | 198. | 287. |      |      |      |      |      |      |
|                 |      |      |      |      |      |      |      |      |      |      |      |
| Źródło: UCI     |      |      |      |      |      |      |      |      |      |      |      |